# 요색유희
《요색유희》는 한국에서 제작된 강대선 감독의 1985년 영화이다. 한희 등이 주연으로 출연하였고 강대진 등이 제작에 참여하였다.

## 출연

### 주연
- 한희
- 도지홍
- 김진희